# Вулфдејл (Пенсилванија)
Вулфдејл (енгл. Wolfdale) насељено је место без административног статуса у америчкој савезној држави Пенсилванија.

## Демографија
По попису из 2010. године број становника је 2.888, што је 15 (0,5%) становника више него 2000. године.
| Група             | 2000.         | 2010.         |
| Белци             | 2.792 (97,2%) | 2.795 (96,8%) |
| Афроамериканци    | 34 (1,2%)     | 38 (1,3%)     |
| Азијати           | 4 (0,1%)      | 5 (0,2%)      |
| Хиспаноамериканци | 15 (0,5%)     | 26 (0,9%)     |
| Укупно            | 2.873         | 2.888         |